# Astegieta
Astegieta (baskiska: Aztegieta) är en ort i Spanien.   Den ligger i provinsen Araba / Álava och regionen Baskien, i den norra delen av landet, 280 km norr om huvudstaden Madrid. Astegieta ligger 502 meter över havet och antalet invånare är 284.
Terrängen runt Astegieta är kuperad åt sydväst, men åt nordost är den platt. Runt Astegieta är det tätbefolkat, med 683 invånare per kvadratkilometer. Närmaste större samhälle är Vitoria, 4,9 km öster om Astegieta. Trakten runt Astegieta består till största delen av jordbruksmark.